# 赤松教康
赤松教康（日语：／ Akamatsu Noriyasu，1423年—1441年10月13日、應永三十年－嘉吉元年九月廿八日），室町時代中期武將，為赤松氏惣領家第8代當主赤松滿祐之長子。

## 生涯
教康在元服之際，獲第6代將軍足利義教賜予偏諱，改名教康。然而，嘉吉元年（1441年）六月廿四日，教康卻與父親滿祐、叔父赤松則繁等人一同策劃並主導了將軍義教的暗殺事件，引發嘉吉之亂。其後，教康跟隨父親等人返回播磨。
其後，赤松氏遭到以山名宗全和細川持常為主將的幕府軍討伐軍進攻。八月廿四日，教康率軍進駐和坂（現兵庫縣明石市內），與駐守於人丸塚（同明石市）的幕府軍展開交戰，擊敗了由細川持常、赤松貞村、武田信賢等率領的部隊（據《東寺執行日記》記載）。
翌日（八月廿五日），赤松軍再度擊潰細川軍，導致吉川經信旗下多名侍大將戰死（見《吉川文書》）。此次戰鬥中，田坂五郎太郎、澤津修理亮和高戶勘解由左衛門等人亦戰死。
然而，八月廿六日，來自但馬方向的山名軍自北方進入播磨，赤松軍被迫撤退至坂本。當時因前日大雨導致加古川河水暴漲，赤松軍仍強行以船隻與筏子渡河，結果大批士兵溺斃，甚至一度有教康於渡河途中溺死的傳言流傳。最終，坂本亦不保，赤松一族退守至其本據地—城山城，作最後防衛。
城山城最終遭到以山名軍為主力的幕府軍總攻擊，九月十日，赤松滿祐自盡身亡。而教康則奉滿祐之命，為保赤松氏血脈延續，與侍從共17人自城之西南方突圍而出。其後，教康與叔父則繁以及滿祐擁立的足利義尊等人從室津乘船前往伊勢多氣城投奔其妻的表兄北畠教具。教具最初讓教康於城中停留3日，隨後則將其移送至馬場城。然而，教具因懼怕遭到幕府的討伐，最終拒絕繼續庇護教康。
嘉吉元年（1441年）九月廿八日，感到絕望的教康自殺，享年19歲。十月一日，教康的首級送抵至京都，幕府將其置於赤松屋敷示眾。
然而，按薩摩的島津家史料《本藩人物誌》記載，教康在其父死後潛伏於日向志布志（現鹿兒島縣），其曾孫赤松義季後來出仕於島津義久。